# Tryo (banda francesa)
Tryo (pronunciación en francés: /tʁijo/) es grupo musical francés de ska acústico popular en Europa y Quebec. Su música combina el humor con la crítica política, tanto dentro de la propia Francia como para criticar líderes mundiales como George W. Bush.
Tryo está compuesto de cuatro miembros en escena: Guizmo, Christophe Mali, Manu Eveno y Daniel Bravo. Su productor ejecutivo y director, Bibou, desempeña un papel importante en las actividades artísticas del grupo, representando al quinto miembro del grupo.
El grupo ha manifestado explícitamente su apoyo a los levantamientos armados de la llamada Primavera Árabe, específicamente a los ocurridos en Egipto, en Libia y en Túnez, a través de la canción Printemps árabe.

## Biografía
En 1995 Manu Eveno y Guizmo eran parte del grupo M'Panada. Conocieron a un joven actor y músico: Christophe Mali, formando el grupo Tryo. Christophe Mali realizando una comedia musical. Tras aquello, durante un viaje entre amigos a los Pirineos comenzaron a tocar sus guitarras alrededor de una hoguera. Comenzaron así a tocar juntos, obteniendo buenos resultados cuando subían a un escenario.
Comienzan a ganar fama dando conciertos en la costa atlántica francesa. En esta época se presentaban sus directos como los del trío "Mort aux Vaches". Por ello terminaron adoptando el nombre "Tryo", aunque algún tiempo después conocen al actual percusionista de Tryo, Daniel Bravo.
Su debut en 1996 se acompañado por una gira por Francia y por conciertos en diversos festivales. En 1998 se incorpora Daniel Bravo, quien completa el grupo con la percusión. En este momento publican su primer álbum, llamado Mamagubida. Este álbum cosecha un gran éxito, principalmente dos de sus canciones, "L'Hymne de nos campagnes" (El himno de nuestros campos/campañas), que sería el himno del grupo, y "La Main Verte" (La mano verde).
En el año 2000 publican el disco Faut qu'ils s'activent, su segundo álbum. Durante la gira asociada a este trabajo conocieron a un grupo de circo callejero, "Les Arrosés". y deciden trabajar juntos. El resultado de esta colaboración es el DVD "Tryo et Les Arrosés: Reggae à coups d'cirque", publicado en el año 2002.
En el año 2003 publican un nuevo álbum, Grain de Sable, que vuelve a cosechar un gran éxito. Entre las canciones más populares de este trabajo se encuentran "Sortez-les", "Pompafric", "Serre-moi", "Récréation" y "Desolé pour hier soir". La carga política de este disco es más intensa que en sus anteriores trabajos.
En 2004 publican un directo, De bouches à oreilles, grabado mezclando dos conciertos. Una de las canciones más populares de este disco es "La Première fois", interpretada en colaboración con Les ogres de Barback. Al año siguiente publican un nuevo DVD, "Au cabaret Sauvage" que añade nuevos contenidos al del año anterior, como dos colaboraciones con Les Ogres de Barback

## Discografía
CD
- Mamagubida (1998)
- Faut qu'ils s'activent (2000)
- Grain de sable (2003)
- De bouches à oreilles (2004)
- Ce que l'on s'aime (2008)
- Sous les etoiles (2009)
- Ladilafé (2012)

DVD
- Tryo et les Arrosés: reggae à coups d'cirque (2001)
- Tryo au Cabaret Sauvage (2005)
- Tryo fête ses 10 ans: le spectacle (2006)

- Datos: Q1752957
- Multimedia: Tryo / Q1752957